# Oscil·lador òptic paramètric

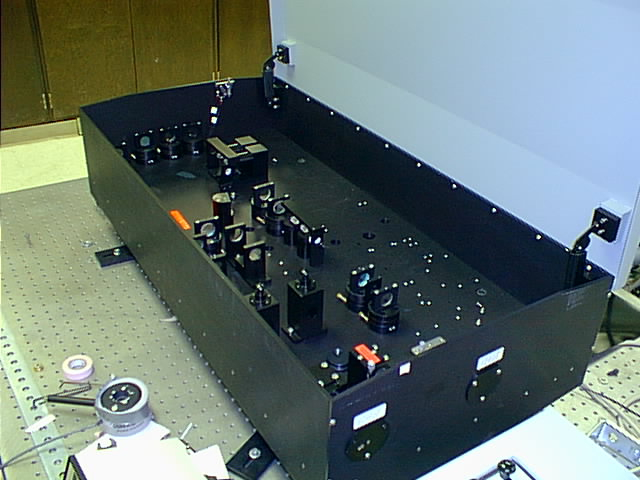
Oscil·lador paramètric òptic d'infrarojos.

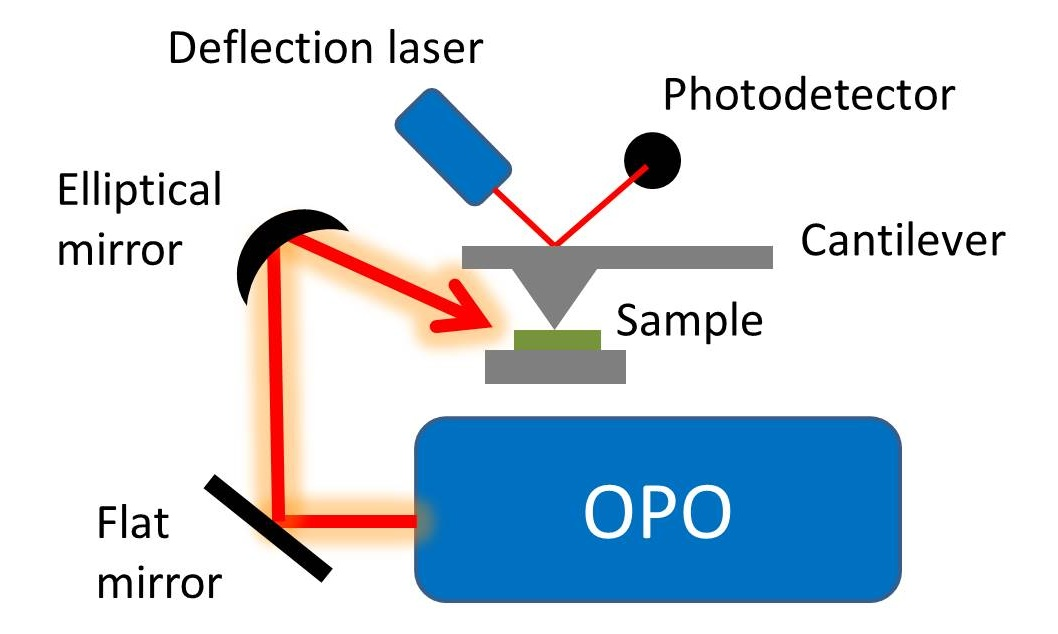
Esquema d'AFM-IR (microscopi de força atòmica-espectroscòpia infraroja) utilitzant un oscil·lador òptic paramètric com a font de llum infraroja.

Un oscil·lador òptic paramètric (amb acrònim anglès OPO) és un oscil·lador paramètric que oscil·la a freqüències òptiques. Converteix una ona làser d'entrada (anomenada "bomba") amb freqüència {\displaystyle \omega _{p}} en dues ones de sortida de menor freqüència ({\displaystyle \omega _{s},\omega _{i}}) mitjançant una interacció òptica no lineal de segon ordre. La suma de les freqüències de les ones de sortida és igual a la freqüència de les ones d'entrada: {\displaystyle \omega _{s}+\omega _{i}=\omega _{p}}. Per raons històriques, les dues ones de sortida s'anomenen "senyal" i "idler", on l'ona de sortida amb freqüència més alta és el "senyal". Un cas especial és l'OPO degenerat, quan la freqüència de sortida és la meitat de la freqüència de la bomba, {\displaystyle \omega _{s}=\omega _{i}=\omega _{p}/2}, que pot donar lloc a una generació de mitja harmònica quan el senyal i el rodet tenen la mateixa polarització.
El primer oscil·lador paramètric òptic va ser demostrat per Joseph A. Giordmaine i Robert C. Miller l'any 1965, cinc anys després de la invenció del làser, als Bell Labs. Els oscil·ladors òptics paramètrics s'utilitzen com a fonts de llum coherents per a diversos propòsits científics i per generar llum comprimida per a la investigació de la mecànica quàntica. També es va publicar un informe soviètic el 1965.
L'OPO s'utilitza avui dia com a font de llum comprimida ajustada a les transicions atòmiques, per tal d'estudiar com interactuen els àtoms amb la llum espremuda.
També s'ha demostrat recentment que un OPO degenerat es pot utilitzar com a generador de nombres aleatoris quàntics totalment òptic que no requereix processament posterior.